# منتخب إيطاليا لكرة الطائرة للسيدات
منتخب إيطاليا الوطني لكرة الطائرة للسيدات (بالإيطالية: Nazionale di pallavolo femminile dell'Italia)‏ هو ممثل إيطاليا الرسمي في المنافسات الدولية في كرة طائرة في فئة كرة الطائرة للسيدات.